# Autograph (album)

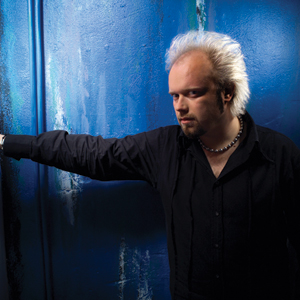
Svante Karlsson, releasefoto 2003

 Autograph är Svante Karlssons andra studioalbum, utgivet den 23 april 2003. Skivan är en tematisk uppföljare till Karlssons solodebut från 1999, och består enbart av låtar skrivna av amerikanska upphovsmän. Plattan innehåller duetten ”Love Minus Zero/No Limit” med Py Bäckman och gitarristen Albert Lee medverkar på ”I Feel Like I'm Fixin' to Die-Rag”. Albumet producerades av Magnus Helgesson & Svante Karlsson.

## Låtlista
1. ”I'd Lie to You For Your Love” (Miller/Bellamy/Bellamy/Barry) - 3.42
2. ”Quinn the Eskimo (The Mighty Quinn)” (Dylan) - 4.20
3. ”Love Minus Zero/No Limit” (Duet with Py Bäckman) (Dylan) - 5.10
4. ”Autograph” (Friedman/Red) - 3.22
5. ”Crimson & Clover” (James/Lucia) - 4.11
6. ”Men's Room, L.A.” (Fowler) - 2.59
7. ”I Feel Like I'm Fixin' to Die-Rag” (Featuring Albert Lee) (McDonald) - 2.45
8. ”American Skin (41 Shots)” (Springsteen) - 5.54
9. ”One More Night” (Dylan) - 2.19
10. ”I Dreamed I Saw St. Augustine” (Dylan) - 2.27
11. ”Highway Patrolman” (Springsteen) - 7.34
12. ”Emotionally Yours” (Dylan) - 5.29

## Musiker
- Svante Karlsson - sång, akustisk gitarr, munspel [3, 4, 9 & 11], piano [1, 4, 8, 11 & 12], Hammondorgel [1, 6, 11 & 12], elgitarr [8 & 11], keyboards [4], percussion [1] & stråkarrangemang [12]
- Magnus Helgesson - trummor & percussion [1–9, 11 & 12], dragspel [3, 6 & 9], Hammondorgel [1, 4–6 & 12], piano [4, 5 & 12], keyboards [4, 5, 8 & 12], sampling [4, 6 & 8] & mellotron [5 & 12] & kör [7]
- Fredrik "Gicken" Johansson - elbas [2–4, 7 & 11], kontrabas [9], akustisk gitarr [4, 7, 11 & 12], elgitarr [9], elektriskt & akustiskt gitarrsolo [12], slidegitarr [9 & 11] & kör [7]
- Py Bäckman - sång [3] & kör [3 & 8]
- Mats "MP" Persson - elgitarr [2, 3, 5 & 11] & piano [8 & 11]
- Albert Lee - elgitarr & elgitarrsolo [7]
- Göran Fritzson - Farfisaorgel VIP/233-b [2]
- Stigge Ljunglöf - elbas & kör [1 & 5]
- Nalle Bondesson - elgitarr [4], slidegitarr & banjo [6]
- Micke "Syd" Andersson - Jesus röst [6]
- Bengt Skogholt - piano [6]
- Mikael Bolyos - piano [5]
- Kjell Segebrant - elgitarr & kör [1]
- Eddie Jonsson - elbas [6]
- Lars Åke "Snus" Svensson - piano, Hammondorgel & cello [3]
- Micke Vigh Svensson - piano [4]
- Christof Jeppsson - elgitarr & kör [8]
- Beppe Wackelin - percussion [8]
- Helena Helgesson - röst [6]
- Micke Davidsson - dubbelpipigt Bajkalgevär [6]
- Staffan Karlsson - editing [1, 4, 5, 8, 9 & 12]

## Inspelning
Inspelad i Henhouse Music, Rydslund 21 mars 2001 till 26 juni 2002 av Magnus Helgesson. Overdubs inspelade i The Kitchen, Stockholm av Kjell Segebrant [1], Studio Roev, Halmstad av Stigge Ljunglöf [1] och Studio Margit, Halmstad av Nalle Bondesson [4 & 6]. Mixad av Magnus Helgesson & Svante Karlsson. Mastrad av Mats MP Persson i Studio Tits & Ass, Halmstad. Editering av Staffan Karlsson i Studio Landgren, Halmstad.